# Setebos (měsíc)
Setebos (původní označení S/1999 U 1)je jeden z malých vnějších měsíců planety Uran s prográdní oběžnou dráhou. Měsíc Setebos je od planety vzdálen 17 418 000 kilometrů. Jeho průměr není přesně znám, odhaduje se přibližně na 24 km a hmotnost cca ~7,5×1016 kg, oběžná doba je 2225,21 dne.
Byl objeven 18. července 1999 Johnem J. Kavelaarsem a dalšími astronomy.
Podobně jako ostatní měsíce Uranu má Setebos své jméno podle jedné z postav díla Williama Shakespeara, konkrétně ze hry Bouře.